# براين أوكونر
بريان أوكونر هو شخصية خيالية وأحد البطلين الرئيسيين لسلسلة السريع والغاضب . قام بتصويره بول ووكر وظهر لأول مرة في فيلم مع زميله بطل الرواية دومينيك توريتو في السريع والغاضب (2001). تم إنشاء براين بواسطة كاتب السيناريو غاري سكوت تومسون ، الذي استوحى إلهامه من مقال عن سباقات الشوارع نُشر في عدد مايو 1998 من مجلة فايب . اقترب المخرج روب كوهين من ووكر مباشرة ليلعب دور الشخصية.
يتفاعل أوكونر ، تحت الاسم المستعار براين الايرل سبيلنر ، أولاً مع دومينيك كضابط شرطة سري مكلف بإحضاره إلى القانون. ومع ذلك ، فهو يساعده في التهرب من القبض على الشرطة مرتين ، ويساعد أيضًا في محو السجل الإجرامي لصديق الطفولة رومان بيرس . تساعد هذه الأحداث في بناء العديد من سماته: غالبًا ما يكون بريان ثانيًا في القيادة لدومينيك ، ويظهر أنه مشرف وصادق وقائي ، خاصة فيما يتعلق بأسرته وزوجته ، ميا توريتو . برايان أيضًا محترم ويؤمن بتحقيق العدالة العادلة. إنه أيضًا سائق متحمس ، ويتحدى دومينيك ، أقوى متسابق ضمني في المجموعة ، في السباقات طوال السلسلة.
سمحت شعبية الدور لوكر بأن يصبح نجم هوليوود مقبولاً. فاز بجوائز إم تي في للأفلام لعامي 2002 و 2014 لأفضل فريق على الشاشة مع فين ديزل لأدائه ، وأصبح ووكر مرتبطًا بشدة بالشخصية ، مع اعتبار برايان على نطاق واسع من بين الأسباب الرئيسية لطول عمر المسلسل.  بعد وفاة ووكر ، تقاعدت الشخصية في الغاضب 7 (2015).